# Ettore Maria Fizzarotti
Ettore Maria Fizzarotti (Napoli, 3 gennaio 1916 – Roma, 10 settembre 1985) è stato un regista italiano.

## Biografia
Figlio del regista Armando Fizzarotti, fu attivo soprattutto nella seconda metà degli anni sessanta, specializzandosi nella realizzazione dei  musicarelli. Si cimentò anche negli spaghetti western e nella sceneggiata napoletana.

## Filmografia
- Una lacrima sul viso (1964)
- In ginocchio da te (1964)
- Se non avessi più te (1965)
- Non son degno di te (1965)
- Perdono (1966)
- Nessuno mi può giudicare (1966)
- Mi vedrai tornare (1966)
- Stasera mi butto (1967)
- Soldati e capelloni (1967)
- Vendo cara la pelle (1968)
- Chimera (1968)
- Il suo nome è Donna Rosa (1969)
- Mezzanotte d'amore (1970)
- Angeli senza paradiso (1970)

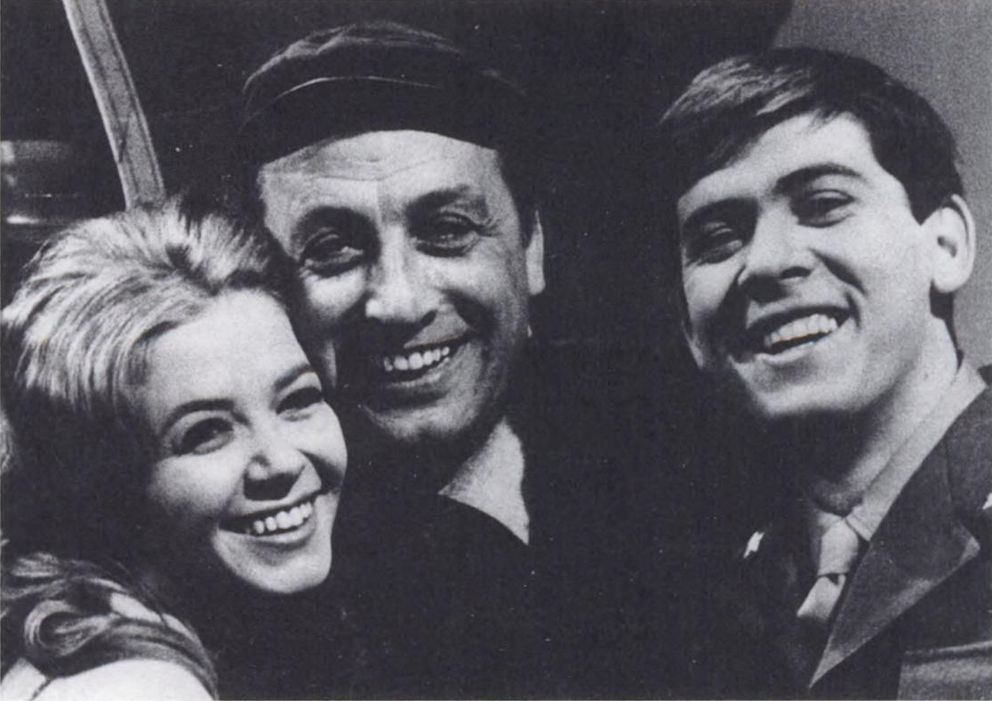
Ettore Maria Fizzarotti tra Laura Efrikian e Gianni Morandi sul set di Non son degno di te (1965)

- Venga a fare il soldato da noi (1971)
- Sgarro alla camorra (1973)